# キム・ジョングク (歌手)
キム・ジョングク（김종국、金鍾国、1976年4月25日 - ）は、韓国の男性歌手。歌手活動だけではなく、多くのバラエティ番組にも出演中。特技は歌、テコンドー（3段）など。韓国のバラエティー番組「Running Man」では、トラや能力者などと言われており、力があり機械に勝つ力もある。「Running Man」のメンバーとも仲が良く、優しく力があり健康第一。なお、BIGBANGのカン・デソンとは韓国のバラエティー番組「ファミリーがやってきた」にレギュラー出演しとても仲がいい。ラジオスターが大好き。
家族は両親と兄。信仰は仏教。檀国大学校より修士（碩士）号を得ている。兄のキム・ジョンミョン（김종명）も美容外科専門医。

## 人物・経歴
- 1995年からTurboで活躍していたが、Turbo 解散後2002年にソロデビュー。
- 2013年から「Running Man」にレギュラー出演。
- 2006年3月30日に軍に入隊したが、2008年5月23日に召集解除。
- 2010年椎間板ヘルニアの症状が重くなったため、8月26日に手術を受ける。

## ディスコグラフィ
- 1集 Renaissance（2002年） - 남자니까（男だから）、행복하길（幸せでいて）
- 2集 Evolution（2004年） - Feeling、중독（中毒）、한남자（ある男）
- 3集 This Is Me（2005年） - 제자리 걸음（足踏み）、사랑스러워（愛らしい）
- 4集 김종국의 네번째 편지（キム・ジョングクの4番目の手紙）（2006年） - 편지（手紙）、사랑한다는 말（愛してるという言葉）、사랑이에요（愛ですよ）
- 5集 Here I am（2008年10月22日） - 어제보다 오늘 더（昨日より今日もっと）、고맙다（ありがとう）
- 6集 Eleventh Story（2010年1月28日） - 이 사람이다（この人だ）
- 7集 Journey Home（2012年11月01日） - 남자가 다 그렇지 뭐（男はみんなそんなものさ）

## 受賞経歴
- 2005年
  - SBS歌謡本賞　大賞
  - KBS歌謡大賞　大賞
  - MBC歌謡大祭典　最高人気歌手賞
- 2009年
  - 第18回ハイワン・ソウル歌謡大賞 本賞
  - アジア・モデル・フェスティバル・アワード 人気歌手賞
- 2010年
  - SBS芸能大賞 ベストTVスター賞
- 2011年
  - SBS芸能大賞　最優秀バラエティー賞